# Statnyj (1903)
Statnyj (ros. Статный), pierwotnie Szczegoł (Щегол) – rosyjski niszczyciel z początku XX wieku i wojny rosyjsko-japońskiej, jedna z 27 jednostek typu Sokoł. Wyporność okrętu wynosiła około 250 ton, a jego główne uzbrojenie stanowiło pojedyncze działo kalibru 75 mm wsparte lżejszą artylerią oraz bronią torpedową. Napędzana maszynami parowymi jednostka rozwijała prędkość około 27 węzłów, osiągając zasięg 450–660 Mm przy prędkości 13 węzłów.
Okręt został zwodowany 8 listopada?/21 listopada 1903 roku w Port Artur, a do służby w Marynarce Wojennej Imperium Rosyjskiego został wcielony 15 lipca?/28 lipca 1904 roku, w składzie Eskadry Oceanu Spokojnego. W styczniu 1905 roku niszczyciel został internowany w chińskim porcie Czyfu. W trakcie I wojny światowej służył na Dalekim Wschodzie. Podczas wojny domowej został przejęty przez Japończyków, a następnie złomowany w 1922 roku.

## Projekt i budowa
„Statnyj” był jednym z 27 niszczycieli typu Sokoł, spośród których 26 wykonanych zostało przez rosyjski przemysł okrętowy na wzór zbudowanego w Wielkiej Brytanii w 1895 roku „Sokoła”. Prototypowy „Sokoł” był jednym z pierwszych i najnowocześniejszych niszczycieli na świecie, lecz na skutek szybkiego rozwoju tej klasy okrętów na przełomie wieków oraz opóźnienia z budową serii, okręty seryjne w chwili wejścia do służby były już przestarzałe, mniejsze i słabiej uzbrojone od nowych niszczycieli. Formalnie początkowo klasyfikowane były w Rosji jako torpedowce, przed wyodrębnieniem w 1907 roku klasy niszczycieli (dosłownie: torpedowców eskadrowych, ros. eskadriennyj minonosiec), aczkolwiek faktycznie od początku nazywane były niszczycielami.
Budowę niszczyciela rozpoczęto w Zakładach Newskich w Petersburgu, kładąc stępkę w 1902 roku pod nazwą „Szczegoł” („Щегол”). Następnie okręt w częściach przewieziono do Port Artur, gdzie został złożony i zwodowany jako „Statnyj” („Статный”) 8 listopada?/21 listopada 1903 roku. 14 lipca?/27 lipca 1904 roku niszczyciel rozpoczął próby morskie.

## Dane taktyczno-techniczne
Okręt był czterokominowym niszczycielem z taranowym dziobem. Długość całkowita wykonanego ze stali niklowej kadłuba wynosiła 57,91 metra, szerokość 5,64 metra i zanurzenie 2,29 metra. Wyporność normalna wynosiła 240 ton, a pełna 258 ton. Okręt napędzany był przez dwie maszyny parowe potrójnego rozprężania o mocy 3800 KM, poruszające dwie śruby, do których parę dostarczały cztery kotły Yarrow . Prędkość maksymalna wynosiła 26,5–27,5 węzła . Pełny zapas węgla wynosił 60 ton. Zapewniał on zasięg wynoszący od 450 do 660 Mm przy prędkości 13 węzłów .
Główne uzbrojenie artyleryjskie stanowiło pojedyncze działo kalibru 75 mm Canet o długości 50 kalibrów (L/50), umieszczone na platformie nad sterówką, strzelające pociskami o masie 4,9 kg, z zapasem 160 pocisków przeciwpancernych. Uzbrojenie uzupełniały trzy pojedyncze działa kalibru 47 mm Hotchkiss M1885 L/40 (dwa umieszczone na burtach za pomostem bojowym i jedno na samej rufie). Strzelały pociskami o masie 1,5 kg, a zapas amunicji wynosił 800 sztuk. Okręt wyposażony był w dwie pojedyncze obrotowe wyrzutnie torped kalibru 381 mm, umieszczone w osi podłużnej na pokładzie na rufie, z zapasem sześciu torped. Torpeda Whiteheada typu L wzór 1898 miała długość 5,18 metra i masę 430 kg (w tym głowica bojowa 64 kg), a jej zasięg wynosił 600 metrów przy prędkości 29–30 węzłów i 900 metrów przy 25 węzłach . 
Załoga okrętu liczyła początkowo 52 osoby, w tym czterech oficerów, później stan wzrastał do 55 osób.

## Służba
W momencie wybuchu wojny rosyjsko-japońskiej na świeżo zwodowanym okręcie trwały prace wyposażeniowe. Po ich ukończeniu w marcu 1904 roku niszczyciel pozostał w stanie nieczynnym, jako magazyn części zamiennych dla będących w służbie siostrzanych jednostek. „Statnyj” został wcielony do służby w Marynarce Wojennej Imperium Rosyjskiego 15 lipca?/28 lipca 1904 roku. Jednostka została przyporządkowana do 2 flotylli niszczycieli Eskadry Oceanu Spokojnego.
Rankiem 28 lipca?/10 sierpnia niszczyciele „Statnyj”, „Biesszumnyj” i „Rieszytielnyj” wraz z kanonierkami „Bobr”, „Griemiaszczij” i „Otważnyj” osłaniały zespół trałowy, sprawdzający tor wodny przed wyjściem sił głównych w celu podjęcia próby przedarcia się do Władywostoku, zakończonej bitwą na Morzu Żółtym. W nocy z 9 sierpnia?/22 sierpnia na 10 sierpnia?/23 sierpnia „Statnyj”, „Bojkij” i „Storożewoj” wzięły udział w odparciu ataku trzech japońskich niszczycieli na rosyjskie trałowce na zewnętrznej redzie Port Artur. Następnie w tym samym dniu „Statnyj” wszedł w skład zespołu okrętów rosyjskich (pancernik „Siewastopol” i osiem innych niszczycieli), który w Zatoce Tahe dokonał ostrzału japońskich baterii dział kalibru 76 mm i starł się z krążownikami pancernymi „Kasuga” i „Nisshin”.
28 września?/11 października „Statnyj” wszedł w skład liczącego dziewięć niszczycieli zespołu, który udał się do Zatoki Lunwantan w celu postawienia zagrody minowej (niszczyciele „Sierdityj” i „Strojnyj” postawiły łącznie 20 min, w tym dziewięć atrap). 9 listopada?/22 listopada „Statnyj”, „Skoryj”, „Smiełyj”, „Storożewoj” i „Włastnyj” wyszły w morze na poszukiwania płynącego do Port Artur z ładunkiem żywności niemieckiego statku „Veteran”. Misja okazała się bezowocna, gdyż „Veteran” został trzy dni wcześniej przechwycony przez japońskie awizo „Tatsuta”.
W nocy z 19 grudnia?/1 stycznia na 20 grudnia 1904?/2 stycznia 1905 roku okręt, na którego pokładzie znalazły się tajne dokumenty, sztandary pułkowe, a także srebrne odznaczenia honorowe pułków i okrętów oraz pamiątki wojskowe i kosztowności cerkiewne, wymknął się z oblężonej twierdzy i mimo trzykrotnego napotkania okrętów japońskich dopłynął w ciągu dnia do chińskiego portu Czyfu, gdzie po przekazaniu cennego ładunku rosyjskiemu konsulowi został internowany.
W listopadzie 1905 roku, po zakończeniu działań wojennych, niszczyciel został zwrócony Rosji i przypłynął do Władywostoku, wchodząc w skład Flotylli Syberyjskiej . W 1912 roku dokonano modernizacji uzbrojenia jednostki: zdemontowano obie wyrzutnie torped kal. 381 mm i wszystkie działa kal. 47 mm, instalując w zamian dwie pojedyncze wyrzutnie torped kal. 450 mm oraz drugą armatę kal. 75 mm (usytuowaną w pobliżu rufy) i dwa pojedyncze karabiny maszynowe kal. 7,62 mm . Prócz tego okręt mógł przenosić 10 min . Podczas I wojny światowej bazował we Władywostoku. W tym czasie przestarzały niszczyciel osiągał prędkość 22–24 węzły . W trakcie wojny domowej okręt został 30 czerwca 1918 roku zdobyty we Władywostoku przez Japończyków, a następnie zdewastowany przez wycofujących się Białych w listopadzie 1922 roku . Przejęty przez Armię Czerwoną niszczyciel został złomowany w 1922 roku .